# 钱春华
钱春华（1911年—1993年），男，浙江鄞县人，中华人民共和国军事人物，中国人民解放军少将，曾任成都军区政治部副主任。